# Piotr Prokop Siostrzonek
Piotr Prokop Siostrzonek (ur. 9 sierpnia 1957 w Czeskim Cieszynie) – czeski duchowny rzymskokatolicki, mnich benedyktyński oraz arcyopat Klasztoru na Břevnovie.

## Życiorys
Urodził się 9 sierpnia 1957 w Czeskim Cieszynie, gdzie również uczył się w lokalnym gimnazjum. W młodości ministrował w Kościele Najświętszego Serca Pana Jezusa w Czeskim Cieszynie. W tych czasach duży wpływ na niego mieli Evžen Kalisch i Józef Kurowski.
W latach 1976–1983 studiował teologię na CMBF w Litomierzycach. W roku 1977 spotkał się z Alešem Gwuzdem, mnichem benedyktyńskim, który w tym czasie zarządzał parafią w Domaslawicach. Pod kierownictwem Aleša Gwuzda, Piotr Siostrzonek stał się nowicjuszem w zakonie benedyktynów. W latach 1979–1981 zaliczył obowiązkową służbę wojenną w Pilznie.
Podczas studiów na wydziale teologicznym złożył 11 lipca 1982 pierwsze śluby zakonne, imię zakonne Prokop wybrał mu opat Anastáz Opasek. Wyświęcony na księdza został w Ołomuńcu 25 czerwca 1983 przez ołomunieckiego ordynariusza Josefa Vránę. Prymicje odsłużył 3 lipca 1983 w Kościele Najświętszego Serca Pana Jezusa w Czeskim Cieszynie. Po ukończeniu studiów działał jako ksiądz w parafiach ołomunieckiej archidiecezji (np. Ostrawa-Poruba, Trzyniec, Valašské Meziříčí, Kościół św. Maurycego w Ołomuńcu).
Po śmierci Aleša Gwuzda, Prokop Siostrzonek prowadził tajną korespondencję z opatem Opaskiem. Jeden z tych listów został odkryty przez Służbę Bezpieczeństwa (StB), która zaproponowała mu współpracę. Odrzucenie tej oferty zaskutkowało utraceniem państwowego zezwolenia na wykonywanie funkcji księdza i Prokop zaczął pracować w przedsiębiorstwie branży elektronicznej Tesla w Rožnovie pod Radhoštěm (1987–1988). Dzięki pomocy opata Opaska udało mu się skontaktować z opatem Augustynem Jankowskim z Klasztoru Benedyktynów w Tyńcu, u którego złożył 26 lipca 1987 roku śluby wieczyste. Po odzyskaniu państwowego zezwolenia był kapłanem w Strážnicy, a latem 1989 został przesunięty do Ratajów.
W grudniu 1989 został przez opata Opaska, wybrany przeorem Klasztoru na Břevnovie. Aktywnie udzielał się w przygotowywaniu restytucji Klasztoru na Břevnovie.
Po śmierci arcyopata Anastáza Opaska latem 1999  Prokop Siostrzonek został wybrany na  przeora-administratora klasztora (przeor-administrator ma takie same prawa i obowiązki jak arcyopat, ale nie otrzymuje benedykcji opackiej oraz nie używa pewnych insygniów). 30 kwietnia 2005 była jego funkcja przeora-administratora ustalona na czas nieokreślony.
Dnia 21 listopada 2017 został wybrany arcyopatem Klasztora na Břevnovie. Benedykcję opacką przyjął w niedzielę 14 stycznia 2018 podczas mszy świętej odprawianej przez kardynała Dominka Dukę.
Od roku 2019 jest honorowym obywatelem Pragi 6.

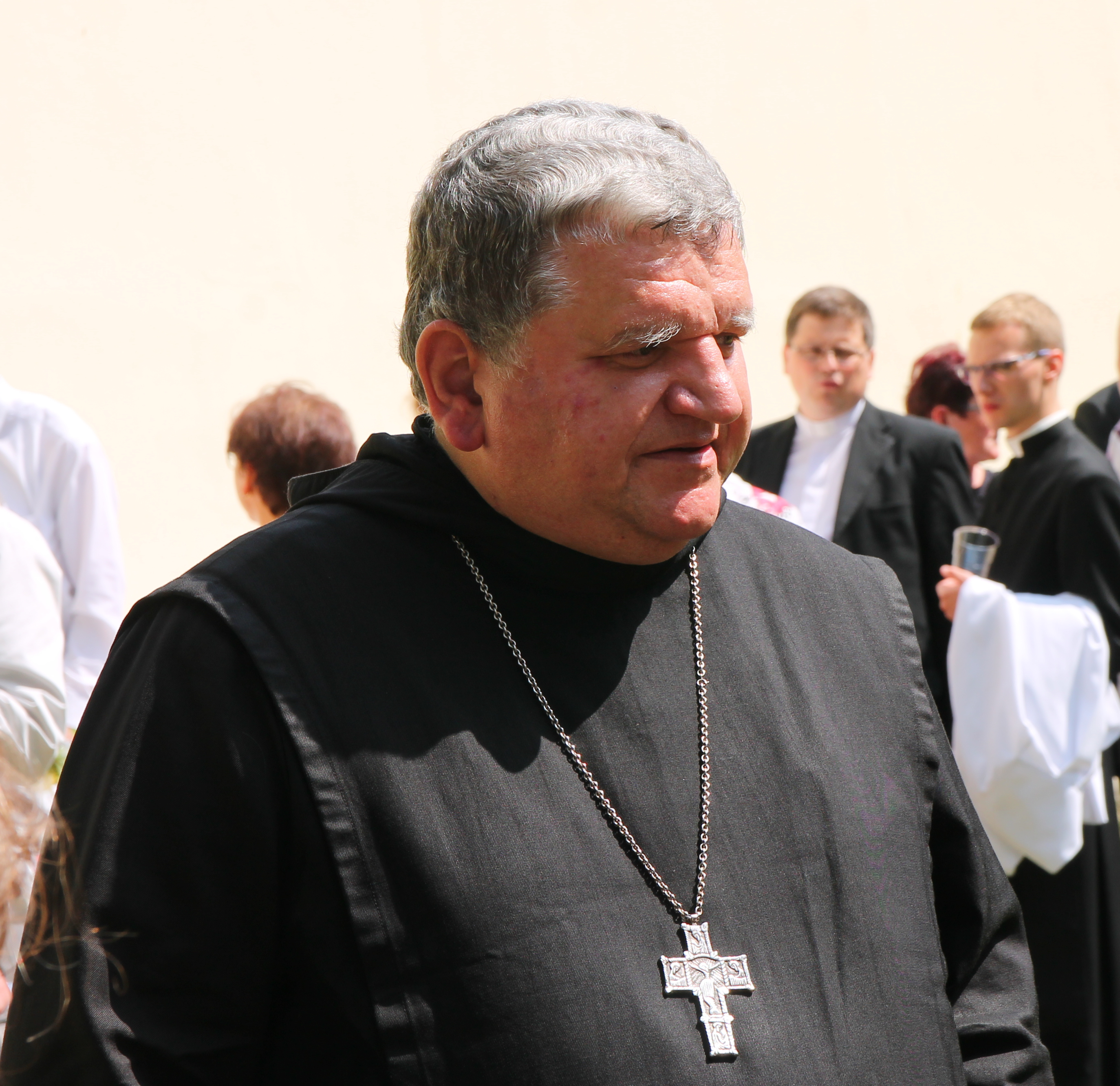
Prokop Siostrzonek podczas święceń biskupich Zdenka Wasserbauera

## Dzieła
- Doteky Vánoc (2004)
- Vánoční slovník (2004)
- Řehole Benediktova s Prokopem Siostrzonkem (2005)
- Besedy o obnově břevnovského kláštera (2007)
- Ranní zamyšlení s Prokopem Siostrzonkem (2008)[3]